# آچیبایا
آچیبایا (به پرتغالی: Atibaia) یک شهر و شهر و شهرداری در برزیل است که در ایالت سائو پائولو واقع شده‌است. آچیبایا ۴۷۸٫۵۲۱ کیلومتر مربع مساحت و ۱۴۱٬۳۹۸ نفر جمعیت دارد و ۸۰۳ متر بالاتر از سطح دریا واقع شده‌است.